# 香川県立坂出商業高等学校
香川県立坂出商業高等学校（かがわけんりつ さかいでしょうぎょうこうとうがっこう, Kagawa Prefectural Sakaide Commercial High School）は、香川県坂出市青葉町に所在する公立の商業高等学校。通称「坂商（さかしょう）」。

## 概要
歴史
1901年（明治34年）、綾歌郡坂出町（現・坂出市）に香川県立商業学校が開校したが、同校は1912年（明治45年）に高松市立商業学校と統合した後、高松市に移転した（現・香川県立高松商業高等学校）。移転した香川県立商業に代わり、1914年（大正3年）に設立された「綾歌郡立綾歌商業学校」が本校の前身である。その後幾度かの改編・改名を経て1953年（昭和28年）4月より現校名。2014年（平成26年）に創立100周年を迎える。
設置課程・学科
全日制課程 2学科
- 商業科
- 情報技術科

校訓
「誠実」「勤勉」「礼節」
この3つの頭文字から取った「セキレ」という言葉がキャッチフレーズのように使われる。

## 沿革
商業学校時代
- 1914年（大正3年）

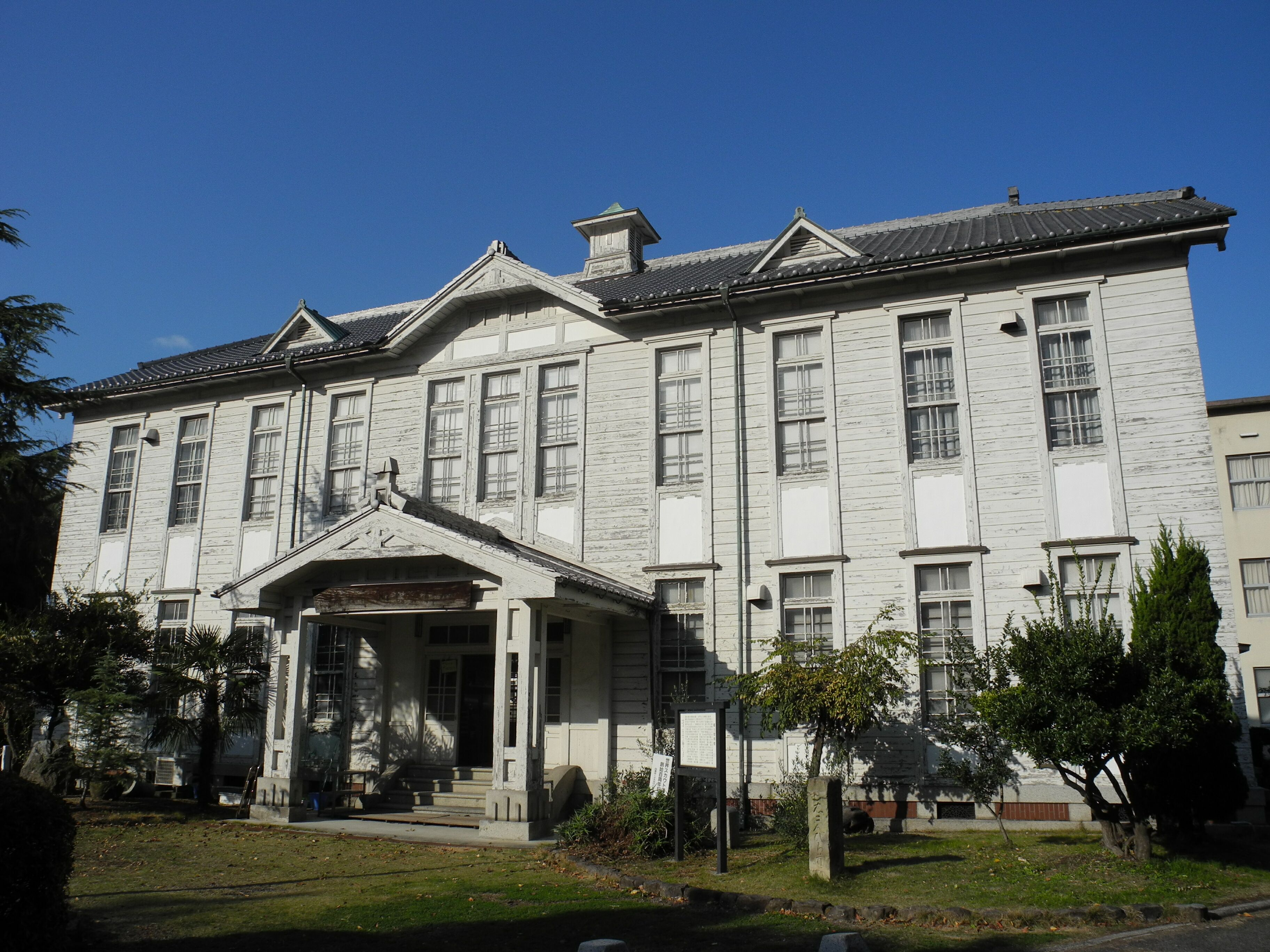
香川県立坂出商業学校
(現・坂出市郷土資料館)

  - 3月27日 - 「綾歌郡立綾歌商業学校」の設立が認可される。
  - 4月14日 - 入学式を挙行。139名の入学が許可される。またこの日を開校記念日に制定。
- 1922年（大正11年）4月1日 - 香川県に運営が移管され、「香川県立坂出商業学校」と改称。
- 1931年（昭和6年）- 校歌を制定。
- 1932年（昭和7年）4月 - 校訓を制定。
- 1944年（昭和19年）4月1日 - 「教育ニ関スル戦時非常措置方策」[2]により、「香川県立坂出造船工業学校」に転換。
- 1946年（昭和21年）4月1日 - 終戦により、「香川県立坂出商業学校」に戻る。
- 1947年（昭和22年）4月1日 - 学制改革（六・三制の実施）により、新制中学校を併設（以下・併設中学校）。
  - 商業学校としての生徒募集を停止。
  - 商業学校1・2年修了者を新制中学2・3年生として併設中学校に収容。3・4年修了者はそのまま商業学校の4・5年生となる。
  - 併設中学校は暫定的に設置されたため、新制でありながら新たに生徒募集は行わず、在校生が2・3年生だけの中学校であった。

新制商業高等学校
- 1948年（昭和23年）4月1日 - 学制改革（六・三・三制の実施）により、商業学校は廃止され、新制高等学校「香川県立坂出高等学校」が発足。
  - 全日制課程2学科（商業科・普通科）と定時制課程3学科（商業科・工業科・普通科）を設置。
  - 商業学校の卒業生（希望者）を新制高校3年、4年修了者を新制高校2年として編入させる。併設中学校卒業生を新制高校1年として収容。
  - 併設中学校の在校生が3年生（1946年（昭和21年）4月卒業生）のみとなる。
- 1949年（昭和24年）
  - 3月31日 - 最後の卒業生を送り出し、併設中学校を廃止。
  - 4月1日 - 高校三原則に基づき香川県内公立高等学校の再編が行われる。
    - 全日制課程1学科（商業科）が香川県立坂出工業高等学校と統合され、「香川県立坂出商工高等学校」が発足。
    - 全日制課程1学科（普通科）と定時制課程3学科（商業科・工業科・普通科）は香川県立坂出女子高等学校と統合され、総合制高等学校「香川県立坂出高等学校」が発足。
- 1951年（昭和26年）4月1日 - 香川県立坂出高等学校より定時制課程2学科（商業科・工業科）が移管される。
- 1953年（昭和28年）4月1日 - 工業科と商業科が分離しそれぞれ「香川県立坂出商業高等学校」（現校名）と香川県立坂出工業高等学校（再）として独立。
  - 香川県立坂出商業高等学校の校舎は坂出市福江町に新設される。
- 1959年（昭和34年）4月30日 - 体育館が完成。
- 1963年（昭和38年）5月22日 - 鉄筋コンクリート造3階建ての西校舎が完成。
- 1964年（昭和39年）12月24日 - 西校舎を増築。
- 1966年（昭和41年）5月13日 - 武道場（柔道場）が完成。
- 1968年（昭和43年）
  - 1月8日 - 武道場（剣道場）が完成。
  - 12月6日 - 弓道場が完成。
- 1970年（昭和45年）
  - 3月 - 定時制課程の募集を停止。
  - 7月15日 - プールが完成。
- 1972年（昭和47年）
  - 1月31日 - 西校舎に商業美術室、計算実務室、簿記機械実習室、普通教室5教室を増築。これにより4階建てとなる。
  - 12月25日 - 本館が完成。
- 1973年（昭和48年）3月31日 - 定時制課程を廃止。
- 1975年（昭和50年）3月31日 - 南校舎が完成。
- 1978年（昭和53年）3月1日 - 新校旗が完成。
- 1979年（昭和54年）
  - 3月10日 - 南校舎を増築。
  - 10月2日 - 校門を移設。
- 1982年（昭和57年）3月13日 - 東校舎（音楽教室・食堂）が完成。
- 1987年（昭和62年）
  - 3月20日 - 西新校舎（図書室・講義室・情報処理実習室）が完成。
  - 4月1日 - 情報処理科を設置。
  - 4月6日 - コンピュータ始動式を挙行。
- 1989年
  - （昭和64年）1月7日 - 第二雨天練習場が完成。
  - （平成元年）3月27日 - 部室が完成。
- 1990年（平成2年）3月31日 - テニスコートを新設。
- 1991年（平成3年）8月26日 - 新体育館が完成。
- 1993年（平成5年）9月22日 - 坂商デパート（現・坂商フェア「セキレ」）が開業。
- 2005年（平成17年）4月1日 - 情報技術科を新設。
- 2006年（平成18年）2月8日 - マルチメディア実習室・総合実践室・システム実習室を整備。
- 2009年（平成21年）3月5日 - 弓道場を改築。
- 2010年（平成22年）3月 - 情報処理科の生徒募集を停止。
- 2012年（平成24年）3月31日 - 情報処理科を廃止。

## 部活動
運動部
- 野球部
  - 選抜高等学校野球大会 出場7回（成績詳細）
  - 全国高等学校野球選手権大会 出場8回（準優勝1回、成績詳細）
  - 国民スポーツ大会高等学校野球競技 出場2回（優勝1回、成績詳細）
- 男子バレーボール部（廃部）
  - 全国高校バレーボール選手権　優勝3回
- バレーボール部（女子）
  - 高校総体 出場1回
  - 春の高校バレー 出場1回
- バスケットボール部
- ソフトテニス部
- テニス部
- 剣道部
- 柔道部（廃部）
- 陸上競技部
- バドミントン部
- 弓道部
- 応援部
- ボート部
- サッカー部　平成26年度香川県高校総体　優勝
- ソフトボール部（休部中だったが2010年（平成22年）より再開）
- ダンス同好会

文化部
- 放送部
- 写真部 全国高校生写真サミット　2015年・2018年グランプリ
写真甲子園　2015年準優勝、2018年・2021年優秀賞・東川町長賞
- 新聞部
- 簿記部
- 珠算・電卓部
- ワープロ部
- コンピューター部
- 吹奏楽部
- 書道部
- 美術部
- 茶華道部
- ESS部（English Speaking Society）
- ブルースカイ部

## 学校行事
模擬デパート「セキレ」
商業高校の特性を活かし社会体験学習として、1993年（平成5年）より毎年冬にを開催している文化祭。生徒一人一人に対し模擬株式を発行して模擬株式会社を設立し、商品の仕入れから販売、決算まで運営を生徒達自らで行っている。商品販売だけでなく、クラブ活動の発表やイベントなども行われている。2008年（平成20年）までは校内で実施されていたが、2009年（平成21年）より地元商店街を会場として開催している。

## 著名な出身者

### 野球
- 香川正（元プロ野球選手）
- 安藤元博（元プロ野球選手）
- 古池拓一（元プロ野球選手）
- 沖克己（元プロ野球選手・審判）

### バレーボール
- 大松博文（1964年東京オリンピックバレーボール全日本女子監督）
- 小山勉（1964年東京オリンピックバレーボール選手、1976年モントリオールオリンピックバレーボール全日本男子監督）
- 吉田国昭（1996年アトランタオリンピックバレーボール全日本女子監督）

### 競艇
- 三嶌誠司（競艇選手）

## 交通・アクセス方法
- JR四国（予讃線）坂出駅（最寄り）